# (437825) 2015 DD197
(437825) 2015 DD197 es un asteroide perteneciente al cinturón de asteroides, descubierto el 15 de septiembre de 2007 por el equipo Spacewatch desde el Observatorio Nacional de Kitt Peak (Arizona, Estados Unidos).